# 안찬희
안찬희(安瓚熙, 1930년 12월 20일 ~ 2019년 4월 9일)는 대한민국의 공무원, 정치인이다. 본관은 순흥이며, 경기도 양평군 출생이다.
1981년 서울특별시 제2부시장을 거쳐 1985년 인천직할시장을 역임하고, 제13·14대 국회의원을 지냈다. 2019년 4월 9일 오전 경기도 양평군 양서면 소재 한강에서 숨진 채 발견됐다.

## 학력
- 홍익대학교 법정대학 졸업
- 국방대학원 수료

### 비학위 수료
- 서울대학교 최고경영자 과정이수

## 경력
- 6.25전쟁 참전 육군 소령 예편
- 서울특별시 상무, 관리과장, 공보실장
- 서울특별시 성북구청장
- 서울특별시 종로구청장
- 서울특별시 중구청장
- 서울특별시 종합건설본부장
- 1981년 8월 27일 ~ 1981년 11월 10일 : 서울특별시 제2부시장
- 1985년 2월 28일 ~ 1986년 1월 8일 : 인천직할시장
- 민주정의당 서울시지부 사무국장
- 민주정의당 정책위 부의장, 중앙 상무위 부의장
- 1988년 5월 30일 ~ 1992년 5월 29일 : 제13대 국회의원(전국구 / 민주정의당)
- 1992년 5월 30일 ~ 1996년 5월 29일 : 제14대 국회의원(경기 가평ㆍ양평 / 민주자유당)

## 상훈
- 홍조근정훈장

## 역대 선거 결과
|  | 34.0% |

|  | 50.36% |